# Дорнштеттен
Дорнштеттен (нем. Dornstetten) — город в Германии, районный центр, расположен в земле Баден-Вюртемберг.
Подчинён административному округу Карлсруэ. Входит в состав района Фройденштадт. Население составляет 7984 человека (на 31 декабря 2010 года). Занимает площадь 24,21 км². Официальный код — 08 2 37 019.

## Города-побратимы
- Се-сюр-Сон-э-Сент-Альбен (Франция, с 1969)[2]

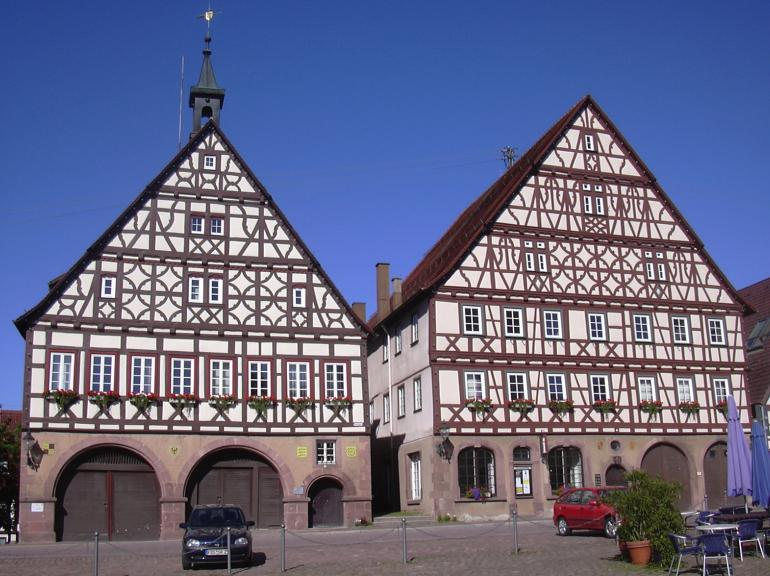
Ратуша